# 周一鳴
周一鳴，PMSM（1972年11月30日—），香港警務人員，現任（第9任）警務處處長、港區國安委成員，曾任警務處副處長（管理及行動）。

## 經歷
周一鳴是聖保羅書院小學及聖保羅書院舊生，其後並於香港中文大學生物化學系畢業。於1995年加入香港警務處，出任見習督察。2010年，晉升為警司（憲委級職級），任職於刑事部總部。2012至2013年，被借調往法國里昂的國際刑警秘書處，出任刑事情報主任一職。2013年，晉升為高級警司，先後出任刑事情報科副主管以及刑事部（總部）高級警司。2016年，晉升為總警司（首長級職級），先後出任刑事情報科主管，油尖旺警區指揮官，以及西九龍總區副指揮官。2020年，周一鳴晉升為警務處助理處長，先後出任助理處長（行動）以及助理處長（人事），任內並發生香港理工大學衝突。2021年，周一鳴晉升為警務處高級助理處長，出任人事及訓練處處長，同年8月，接替升任副處長的袁旭健出任刑事及保安處處長 ，2022年4月，周一鳴接替郭蔭庶出任警務處副處長（管理），2023年8月，周一鳴接替袁旭健調任警務處副處長（行動）。
2025年4月2日，經行政長官李家超提名，周一鳴獲中華人民共和國國務院任命接替退休的蕭澤頤出任警務處處長。

## 榮譽

### 紀律部隊獎章
- 香港警察榮譽獎章（P.M.S.M.）（香港2021年度授勳及嘉獎名單；2021年7月1日）
- 香港警察長期服務獎章（2013年）
  - 第一加敍勳扣（2020年）[6]
- 「踏浪者」行動獎章（2020年12月30日）[7]

### 嘉獎
- 行政長官公共服務獎狀（香港2020年度授勳及嘉獎名單；2020年10月1日）